# 落合橋 (群馬県)
落合橋（おちあいばし）は群馬県前橋市にある広瀬川の橋梁。
駒形町から駒形駅へ向かう際渡る橋である。
落合橋の名称は、この橋を過ぎてすぐに広瀬川と桃ノ木川が合流する（落ち合う）ことと、それが由来の当地の小字が由来となっている。
座標: 北緯36度21分00.3秒 東経139度08分29.5秒 / 北緯36.350083度 東経139.141528度